# Fiano Romano
Fiano Romano är en ort och kommun i storstadsregionen Rom, innan 2015 provinsen Rom, i regionen Lazio i Italien. Kommunen hade 15 858 invånare (2018).